# Misofilia
La misofilia è una forma di feticismo sessuale nonché una parafilia in cui il piacere sessuale è ottenuto tramite l'interazione con rifiuti o con la sporcizia, o più in generale consiste nell'eccitarsi sessualmente verso una persona o un qualcosa che è sporco. Essa si può anche concretizzare nel toccare o venire a contatto con indumenti sporchi; ciò è una pratica diffusa in Giappone dove prende il nome di Burusera, nome della biancheria intima delle studentesse nipponiche che vendono poi i loro indumenti sporchi.
A questa è connessa un'altra parafilia, la salirofilia che consiste invece nel desiderio e nell'eccitamento sessuale derivante lo sporcare l'oggetto del desiderio stesso la persona. Essa non è da confondersi con la salofilia, che è una parafiliia relativa all'attrazione verso i fluidi corporei come sudore, sperma o saliva; i parafilici si sentono fortemente attratti da questi fluidi.

## Etimologia
La parola deriva dal greco -μύσος (misos) che significa sporco e il termine -φιλία (philia), il che significa amore.